# Ирбис-Скейт
Ирбис-Скейт (болг. Спортен клуб ИРБИС-СКЕЙТ) — болгарский профессиональный хоккейный клуб из Софии. Основан в 2012 году.

## История
Хоккейный клуб «Ирбис-Скейт» был основан в августе 2012 года как любительский клуб для популяризации хоккея с шайбой в Болгарии и принимал участие в выставочных и товарищеских матчах против команд Болгарской хоккейной лиги. Учредителями клуба вступили хоккеисты Андрей и Станислав Мухачёвы и Мартин Бояджиев. В сезоне 2013/14, после формирования молодёжных составов команды, клуб принял участие в чемпионате Болгарии в возрастной категории до 12 лет. В 2015 году в Болгарскую хоккейную лигу заявилась основная команда клуба. По итогам сезона 2015/16 команда завоевала чемпионский титул, а также стала обладателем Кубка Болгарии. Победа в чемпионате дала возможность команде принять участие в розыгрыше Континентального кубка по хоккею с шайбой 2017.

## Достижения
- Чемпионат Болгарии по хоккею:
  - Победители (5)  : 2016, 2017, 2018, 2019, 2020
- Кубок Болгарии по хоккею:
  - Обладатель (5)  : 2016, 2017,2018,2019,2020